# Moossou Football Club
Maillots
Le Moossou FC  est un club de football ivoirien basé à Grand-Bassam. Il joue actuellement en Ligue 1.

## Palmarès
- Coupe de la Ligue
  - Vainqueur : 2016